# Schizoprymnus nanus
Schizoprymnus nanus är en stekelart som först beskrevs av De Saeger 1948.  Schizoprymnus nanus ingår i släktet Schizoprymnus och familjen bracksteklar. Inga underarter finns listade i Catalogue of Life.